# Calcio Catania 1970-1971
Questa voce raccoglie le informazioni riguardanti il Calcio Catania nelle competizioni ufficiali della stagione 1970-1971.

## Stagione
Nella stagione 1970-1971 l'euforia della promozione dura poche settimane, al calcio mercato si fatica a rafforzare la squadra, dal Milan arriva Romano Fogli trentaduenne centrocampista con un passato in nazionale, per lui è pronta la bacchetta di regista ed il ruolo di leader della truppa, in attacco ritorna Pietro Baisi, un po' poco per accontentare Egizio Rubino, vengono comunque confermati tutti i protagonisti della scorsa stagione.
Il 12 dicembre alla vigilia del confronto di Bologna arriva la disarmante notizia di un incidente stradale sulla litoranea catanese, nel quale ha perso la vita Luciano Limena, era rimasto a casa a causa di un infortunio, il tragico volo della sua Alfa GT sulla scogliera, ha troncato la vita di un bravo ragazzo e di una promessa del calcio italiano.
Per il Catania anche il campionato si rivelerà un calvario, con solo cinque vittorie risulta impossibile raggiungere la salvezza, il 2 maggio con due giornate d'anticipo gli etnei salutano la Serie A da poco conquistata, con la sconfitta interna subita contro il Verona, che salva i gialloblù. Catania non si è dimostrata in grado di gestire dignitosamente la massima serie, e ritorna tra i cadetti. Dalle colonne de "La Sicilia" Candido Cannavò, lancia l'allarme contro l'indifferenza di politici ed imprenditori catanesi e denuncia - la Serie A è stata accolta non come una conquista cittadina, ma come un fatto privato di Angelo Massimino -. Il Catania con 21 punti si piazza all'ultimo posto e retrocede con la Lazio ed il Foggia, lo scudetto è vinto dall'Inter.

## Rosa
| N. |                   | Ruolo | Calciatore            |
| -- | ----------------- | ----- | --------------------- |
|    | Italia (bandiera) | P     | Rino Rado             |
|    | Italia (bandiera) | P     | Luciano Visintini     |
|    | Italia (bandiera) | D     | Sergio Reggiani       |
|    | Italia (bandiera) | D     | Luciano Buzzacchera   |
|    | Italia (bandiera) | D     | Umberto Strucchi      |
|    | Italia (bandiera) | D     | Massimo Cherubini     |
|    | Italia (bandiera) | D     | Luciano Limena        |
|    | Italia (bandiera) | D     | Giancarlo Pasqualotto |
|    | Italia (bandiera) | C     | Paolo Montanari       |
|    | Italia (bandiera) | C     | Marcello Tentorio     |
|    | Italia (bandiera) | C     | Mauro Vaiani          |
|    | Italia (bandiera) | C     | Massimo Silvestri     |

| N. |                   | Ruolo | Calciatore           |
| -- | ----------------- | ----- | -------------------- |
|    | Italia (bandiera) | C     | Giovanni Gavazzi     |
|    | Italia (bandiera) | C     | Guido Biondi         |
|    | Italia (bandiera) | C     | Angelo Volpato       |
|    | Italia (bandiera) | C     | Romano Fogli         |
|    | Italia (bandiera) | C     | Angelo Pereni        |
|    | Italia (bandiera) | C     | Aquilino Bonfanti    |
|    | Italia (bandiera) | C     | Giorgio Bernardis    |
|    | Italia (bandiera) | A     | Maurizio Cavazzoni   |
|    | Italia (bandiera) | A     | Pietro Baisi         |
|    | Italia (bandiera) | A     | Vittorio Schifilliti |
|    | Italia (bandiera) | A     | Domenico Ventura     |
|    | Italia (bandiera) | A     | Rosario Fichera      |

## Risultati

### Serie A

#### Girone di andata
| Arbitro: | Carminati (Milano) |

|  |           |             |
|  | Marcatori | 73’ Bettega |

| Vicenza 4 ottobre 1970 2ª giornata | Lanerossi Vicenza | 0 – 0 | Catania | Stadio Romeo Menti\| Arbitro: \| Porcelli (Lodi) \| |
| Arbitro:                           | Porcelli (Lodi)   |       |         |                                                     |

| Catania 11 ottobre 1970 3ª giornata | Catania           | 0 – 0 | Fiorentina | Stadio Cibali\| Arbitro: \| Toselli (Cormons) \| |
| Arbitro:                            | Toselli (Cormons) |       |            |                                                  |

| Arbitro: | Lattanzi (Roma) |

|                       |           |  |
| Cristin 49’ Salvi 75’ | Marcatori |  |

| Catania 8 novembre 1970 5ª giornata | Catania            | 0 – 0 | Varese | Stadio Cibali\| Arbitro: \| Bernardis (Latina) \| |
| Arbitro:                            | Bernardis (Latina) |       |        |                                                   |

| Arbitro: | Picasso (Chiavari) |

|          |           |  |
| Mola 70’ | Marcatori |  |

| Arbitro: | Branzoni (Pavia) |

|                                  |           |           |
| Baisi 2’ Vaiani 74’ Bonfanti 75’ | Marcatori | 11’ Massa |

| Arbitro: | Trono (Torino) |

|                                |           |                            |
| Boninsegna 2’, 61’ Achilli 59’ | Marcatori | 31’ Bernardis 90’ Bonfanti |

| Arbitro: | Acernese (Roma) |

|                                     |           |  |
| Bulgarelli 43’ (rig.) Savoldi I 90’ | Marcatori |  |

| Arbitro: | Monti (Ancona) |

|           |           |                  |
| Baisi 22’ | Marcatori | 28’, 78’ Del Sol |

| Arbitro: | Pieroni (Roma) |

|          |           |          |
| Baisi 3’ | Marcatori | 68’ Gori |

| Arbitro: | Francescon (Padova) |

|                                 |           |  |
| Benetti 11’ Prati 12’, 20’, 41’ | Marcatori |  |

| Arbitro: | Gialluisi (Barletta) |

|              |           |                     |
| Mascetti 43’ | Marcatori | 83’ (rig.) Tentorio |

| Arbitro: | Vacchini (Milano) |

|              |           |  |
| Bonfanti 70’ | Marcatori |  |

| Arbitro: | Branzoni (Pavia) |

|            |           |  |
| Hamrin 58’ | Marcatori |  |

#### Girone di ritorno
| Arbitro: | Michelotti (Parma) |

|                                            |           |  |
| Haller 1’ Bettega 45’, 46’, 90’ Causio 78’ | Marcatori |  |

| Arbitro: | Motta (Monza) |

|             |           |                      |
| Bonfanti 7’ | Marcatori | 18’ (aut.) Cherubini |

| Arbitro: | Francescon (Padova) |

|              |           |                    |
| Chiarugi 27’ | Marcatori | 1’ (aut.) Ferrante |

| Arbitro: | Toselli (Cormons) |

|            |           |                            |
| Biondi 17’ | Marcatori | 29’, 41’ Cristin 84’ Fotia |

| Arbitro: | Michelotti (Parma) |

|  |           |               |
|  | Marcatori | 62’ Bernardis |

| Arbitro: | Pieroni (Roma) |

|                             |           |  |
| Schifilliti 77’ Volpato 81’ | Marcatori |  |

| Arbitro: | Branzoni (Pavia) |

|           |           |  |
| Massa 11’ | Marcatori |  |

| Arbitro: | Angonese (Mestre) |

|  |           |                      |
|  | Marcatori | 84’ (aut.) Bernardis |

| Catania 4 aprile 1971 24ª giornata | Catania          | 0 – 0 | Bologna | Stadio Cibali\| Arbitro: \| Gonella (Torino) \| |
| Arbitro:                           | Gonella (Torino) |       |         |                                                 |

| Arbitro: | Picasso (Chiavari) |

|                                                              |           |  |
| Amarildo 15’ Zigoni 42’, 78’ (rig.) Vieri 46’ Cappellini 50’ | Marcatori |  |

| Arbitro: | Gialluisi (Barletta) |

|              |           |                |
| Nastasio 46’ | Marcatori | 2’ Schifilliti |

| Catania 25 aprile 1971 27ª giornata | Catania           | 0 – 0 | Milan | Stadio Cibali\| Arbitro: \| Angonese (Mestre) \| |
| Arbitro:                            | Angonese (Mestre) |       |       |                                                  |

| Arbitro: | Michelotti (Parma) |

|  |           |                      |
|  | Marcatori | 22’ (aut.) Cherubini |

| Arbitro: | Motta (Monza) |

|         |           |              |
| Bui 37’ | Marcatori | 35’ Bonfanti |

| Arbitro: | Bianchi (Firenze) |

|           |           |  |
| Fogli 75’ | Marcatori |  |

### Coppa Italia

#### Primo turno
| Caserta 30 agosto 1970 1ª giornata | Casertana       | 0 – 0 | Catania | Stadio Alberto Pinto\| Arbitro: \| Lattanzi (Roma) \| |
| Arbitro:                           | Lattanzi (Roma) |       |         |                                                       |

| Arbitro: | Lazzaroni (Milano) |

|                                 |           |                              |
| Fogli 13’ Ventura 69’ Baisi 88’ | Marcatori | 44’, 45’ Merighi 90’ Liguori |

| Arbitro: | Cantelli (Firenze) |

|                                 |           |  |
| Improta 72’ (rig.) Altafini 89’ | Marcatori |  |

### Coppa Mitropa
| Arbitro: | Vince |

|                                       |           |  |
| Mujkic 32’ (rig.) Renic 39’ Micic 65’ | Marcatori |  |

| Arbitro: | Wohrer |

|               |           |  |
| Cavazzoni 31’ | Marcatori |  |

## Statistiche

### Statistiche di squadra
| Competizione | Punti | In casa | In casa | In casa | In casa | In casa | In casa | In trasferta | In trasferta | In trasferta | In trasferta | In trasferta | In trasferta | Totale | Totale | Totale | Totale | Totale | Totale | DR  |
| Competizione | Punti | G       | V       | N       | P       | Gf      | Gs      | G            | V            | N            | P            | Gf           | Gs           | G      | V      | N      | P      | Gf     | Gs     | DR  |
| ------------ | ----- | ------- | ------- | ------- | ------- | ------- | ------- | ------------ | ------------ | ------------ | ------------ | ------------ | ------------ | ------ | ------ | ------ | ------ | ------ | ------ | --- |
| Serie A      | 21    | 15      | 4       | 6       | 5       | 11      | 11      | 15           | 7            | 1            | 5            | 7            | 28           | 30     | 5      | 11     | 14     | 18     | 39     | -21 |
| Coppa Italia | 2     | 1       | 0       | 1       | 0       | 3       | 3       | 2            | 0            | 1            | 1            | 0            | 2            | 3      | 0      | 2      | 1      | 3      | 5      | -2  |
| Totale       | 2     | 16      | 4       | 7       | 5       | 14      | 14      | 17           | 7            | 2            | 6            | 7            | 30           | 33     | 5      | 13     | 15     | 21     | 44     | -23 |

### Statistiche dei giocatori
| Giocatore      | Serie A  | Serie A | Coppa Italia | Coppa Italia | Totale   | Totale |
| Giocatore      | Presenze | Reti    | Presenze     | Reti         | Presenze | Reti   |
| -------------- | -------- | ------- | ------------ | ------------ | -------- | ------ |
| P. Baisi       | 28       | 3       | 2            | 1            | 30       | 4      |
| G. Bernardis   | 30       | 2       | 3            | 0            | 33       | 2      |
| G. Biondi      | 12       | 1       | -            | -            | 12       | 1      |
| A. Bonfanti    | 30       | 5       | 2            | 0            | 32       | 5      |
| L. Buzzacchera | 29       | 0       | 2            | 0            | 31       | 0      |
| M. Cavazzoni   | 7        | 0       | 2            | 0            | 9        | 0      |
| M. Cherubini   | 19       | 0       | 2            | 0            | 21       | 0      |
| R. Fichera     | 1        | 0       | -            | -            | 1        | 0      |
| R. Fogli       | 26       | 1       | 3            | 1            | 29       | 2      |
| G. Gavazzi     | 1        | 0       | 2            | 0            | 3        | 0      |
| L. Limena      | 5        | 0       | 2            | 0            | 7        | 0      |
| P. Montanari   | 11       | 0       | 2            | 0            | 13       | 0      |
| G. Pasqualotto | 2        | 0       | -            | -            | 2        | 0      |
| A. Pereni      | 28       | 0       | 2            | 0            | 30       | 0      |
| R. Rado        | 28       | -39     | 3            | -5           | 31       | -44    |
| S. Reggiani    | 30       | 0       | 3            | 0            | 33       | 0      |
| V. Schifilliti | 3        | 2       | -            | -            | 3        | 2      |
| M. Silvestri   | 1        | 0       | -            | -            | 1        | 0      |
| U. Strucchi    | 21       | 0       | 1            | 0            | 22       | 0      |
| M. Tentorio    | 9        | 1       | -            | -            | 9        | 1      |
| M. Vaiani      | 8        | 1       | 2            | 0            | 10       | 1      |
| D. Ventura     | 2        | 0       | 2            | 1            | 4        | 1      |
| L. Visintini   | 2        | 0       | -            | -            | 2        | 0      |
| A. Volpato     | 13       | 1       | 1            | 0            | 14       | 1      |